# Polycarpe Naré
Polycarpe Naré, né le 11 novembre 1932 à Yargo, parfois orthographié Yorgho, en Haute-Volta et mort le 26 septembre 2006 à Ouagadougou, Burkina Faso, est un haut fonctionnaire et homme politique burkinabè.

## Biographie
(décembre 2023).
Polycarpe Naré naît le 11 novembre 1932 à Yargo, près de Koupéla, chef-lieu de la province du Kouritenga, dans la région du Centre-Est. Il fréquente l’école primaire de Kanougou, puis le petit séminaire de Pabré et celui de Nasso. Il sera instituteur notamment à Ouahigouya, puis directeur d’école. Titulaire du baccalauréat en 1954, il travaille à la direction des domaines de Bobo Dioulasso à partir du 23 décembre 1960 et est affecté en tant qu'inspecteur de deuxième classe premier échelon des domaines de l'enregistrement et du timbre à la direction des domaines à Ouagadougou le 19 octobre 1964. Il est nommé, le 17 juin 1965, premier directeur autochtone des domaines sur le plan national.
Il entreprend une carrière politique dans les années 1950 et est le rédacteur en chef du journal Volta Presse L’Incorruptible du Dr Joseph Conombo.
En 1956, le Mouvement démocratique voltaïque (MDV), fondé par le Prince Gérard Kango Ouédraogo, fils du Régent du Yatenga et le capitaine français Michel Dorange, est introduit dans la région de Koupéla. Polycarpe Naré est tête de liste de l'antenne locale de Koupéla aux Élections territoriales de 1957 en Haute-Volta.
En 1957, il est nommé chef de cabinet du capitaine Michel Dorange au ministère de l’intérieur de Haute-Volta. Il sera l’adjoint de Jean Dellamonica, directeur des domaines, à partir du 27 juillet 1961. Il poursuit par ailleurs sa carrière politique au sein du MDV, qui est un prolongement du dorangisme. 
Il mène ses campagnes politiques contre les abus des chefs traditionnels. Il suit en cela les recommandations du congrès extraordinaire de l'Union Fraternelle des Koupéliens (UFK) d'avril 1957. Il dénonce en particulier la terreur créée par les chefs locaux au travers des travaux forcés et des sévices corporels infligés aux paysans. Il soumet sa candidature aux Élections territoriales de 1959 en Haute-Volta pour la région de Koupéla. Il perd cette élection face à Cyprien Zoungrana, candidat du Rassemblement Démocratique Africain (RDA), prince héritier, fils de Naba Zanré.
Polycarpe Naré est désigné à l’unanimité par les jeunes du Mouvement de regroupement voltaïque (MRV), parti né de la fusion du MDV, du Parti social d’émancipation des masses africaines (PSEMA) et du Mouvement populaire africain (MPA) et est présent en 1958 au congrès de Cotonou auprès de Nazi Boni, Gérard Kango Ouedraogo et du docteur Joseph Conombo. 
Le congrès votera pour l’indépendance totale et immédiate de toute l’Afrique.
La carrière de Polycarpe Naré au sein de la haute administration continue elle aussi. Après ses études à l’École nationale des impôts de Paris, il est nommé, en 1965, directeur des domaines de l’enregistrement et du timbre. Le 17 mars 1966, il est nommé membre de la commission de vérification des deniers publics.
C'est sous la houlette du général Tiémoko Marc Garango, qu'il va transformer l'urbanisme de Ouagadougou dans les années 1970. Il supervise la réalisation du « Petit Paris » ou zone résidentielle de Gounghin et de la zone résidentielle du Bois qui agrandissent la capitale suivant des standards modernes.
La nomination, de Polycarpe Naré à la tête du service des régies va pratiquement coïncider avec le régime d’austérité décrété par le gouvernement de l’époque. La Garangose, du nom du général Garango qui en est l'initiateur, est une période d’effort national de reconstruction, de renforcement et de stabilisation des structures étatiques. Polycarpe Naré s'inscrit dans ces politiques économiques qui vont avec leur cortège de privatisations, de contribution patriotique, d'adoption de grilles restrictives de salaires et de suppression des indemnités de toutes sortes ,,.  
Il intègre le bureau politique du Parti Démocratique Voltaïque, section du Rassemblement Démocratique Africain (PDV-RDA), à la fin des années 1970. Ce parti va diriger la Haute-Volta de 1978 à 1980. 
Après la direction du Patrimoine foncier (ancienne direction des domaines), Polycarpe Naré aura d’autres responsabilités dans le privé, notamment aux Brasseries du Burkina, Brakina, et à Burkina PAT en tant que président-directeur général.
Il reste cependant impliqué dans la vie politique de la région Centre-Est du Burkina Faso dont il serait, selon L'Observateur paalga du 18 avril 2008, une « figure titulaire parmi tant d’autres de l' intelligentsia koupélienne ». Attaché au développement territorial, il sera à l’origine de la création de la préfecture de Yargo et de la réalisation d’infrastructures telles que l’école rurale, l’école primaire, le collège d'enseignement général, les bureaux du commissariat de police, les logements de policiers et les bureaux du service vétérinaire.
Il se consacre à la fin de sa vie au développement de sa région d'origine. En 1992, il crée l’association pour le développement du village de Yargo (ADVY)[réf. nécessaire].
Il meurt le 26 septembre 2006 à Ouagadougou.

## Distinction
Polycarpe Naré est fait chevalier de l'ordre national voltaïque le 10 décembre 1970.